# Kōji Wakamatsu
Kōji Wakamatsu (若松 孝二 Wakamatsu Kōji?, Wakuya - Japón, 1 de abril de 1936 - Tokio, 17 de octubre de 2012) fue un director de cine de origen nipón que inició su vida en el séptimo arte en la década de los 60 con la película 'Amai wana' (en español: Trampa dulce). Trabajó durante años para la productora Nikkatsu Corporation, y también de forma independiente. Fue el productor de las controvertidas películas Cuando el embrión es un cazador furtivo (1966) y El imperio de los sentidos, de Nagisa Oshima (1976). Destacó en géneros de carácter erótico, violento y político. Se le considera un pionero del género denominado Pinku Eiga.

## Biografía
Estudió agricultura en una escuela de secundaria en Tokio, donde comenzó a trabajar como obrero y portero. Su afiliación a una pandilla de Yakuza le costó ir a cárcel. Una vez liberado de la prisión (a los 23 años) entró en la industria de la televisión como asistente de dirección. 
Es autor de decenas de películas de carácter erótico. En 1965 fundó su propia productora, a la cual llamó 'Wakamatsu Production' (en español: Producción Wakamatsu).
En 1976 produjo la película erótica El imperio de los sentidos, dirigida por Nagisa Ōshima. Murió el 17 de octubre de 2012 en un hospital de Tokio tras ser atropellado por un taxi, a los 76 años de edad.

## Filmografía parcial
| - Trampa dulce (Amai wana, 1963) - Mujer salvaje (1963) - Crimen Rojo (1964) - La sombra desnuda (1964) - Secretos tras los muros (Kabe no naka no himegoto, 1965) - El embrión caza en secreto (Taiji ga mitsuryô suru toki, 1966) - Ángeles violados (Okasareta Hakui, 1967) - La venganza del demonio(1968) - Vete, vete, virgen por segunda vez (Yuke Yuke Nidome no Shojo, 1969) - Violencia sin causa (1969) - Corriendo a lo loco, muriendo de amor (Kyôsô jôshi-kô, 1969) - Un cuento de amantes modernos: Temporada de terror (Gendai kosyokuden: Teroru no kisetsu, 1969) - El decamerón oriental (1969) - Virgen violenta (Gewalt! Gewalt: Shojo geba-geba, 1969) - Bala desnuda (Otoko goroshi onna goroshi: hadaka no zyudan, 1969) - Sex Jack (Seizoku, 1970) | - Shinjuku mad (Shinjuku maddo, 1970) - El éxtasis de los ángeles (Tenshi no kôkotsu, 1972) - Historia contemporánea de la violación en Japón (Gendai Nippon boko ankokushi, 1972) - Sagrada Madre Kannon (Seibo Kannon Daibosatsu, 1977) - Violador en serie (Jûsan-nin renzoku bôkôma, 1978) - Una piscina sin agua (Mizu no nai puuru, 1982) - Amistades eróticas (1992) - Endless Waltz (1995) - Crónicas ciclistas: los paisajes que vio el chico (17-sai no fûkei - shônen wa nani o mita no ka, 2004) - Educación perfecta 6 (Kanzen naru shiiku: akai satsui, 2004) - United Red Army (Jitsuroku Rengo Sekigun: Asama sanso e no michi, 2008) - Caterpillar (Kyatapirā, 2009) - 11·25, el día en que él eligió su propio destino (11·25 jiketsu no hi: Mishima Yukio to wakamono-tachi, 2012) - El rapto del milenio (Sennen no yuraku, 2012) |